# Can Sentromà (Mataró)
Can Sentromà és un edifici de Mataró (Maresme) protegit com a Bé Cultural d'Interès Local.

## Descripció
Es tracta d'un casal de planta baixa i dues plantes pis. A la planta baixa presenta dos portals amb brancals i arcs escarsers de pedra i un tercer portal amb arc de mig punt amb brancals i dovelles de pedra. Cinc balcons amb carreus i llindes de pedra, quatre d'ells amb enreixat de forja i rajola vidriada, marquen el ritme del primer pis. A la part superior de l'edifici un gran ràfec fet amb totxos i rajoles formant queixals que alternen amb motllures obrades amb teules de color mangra.

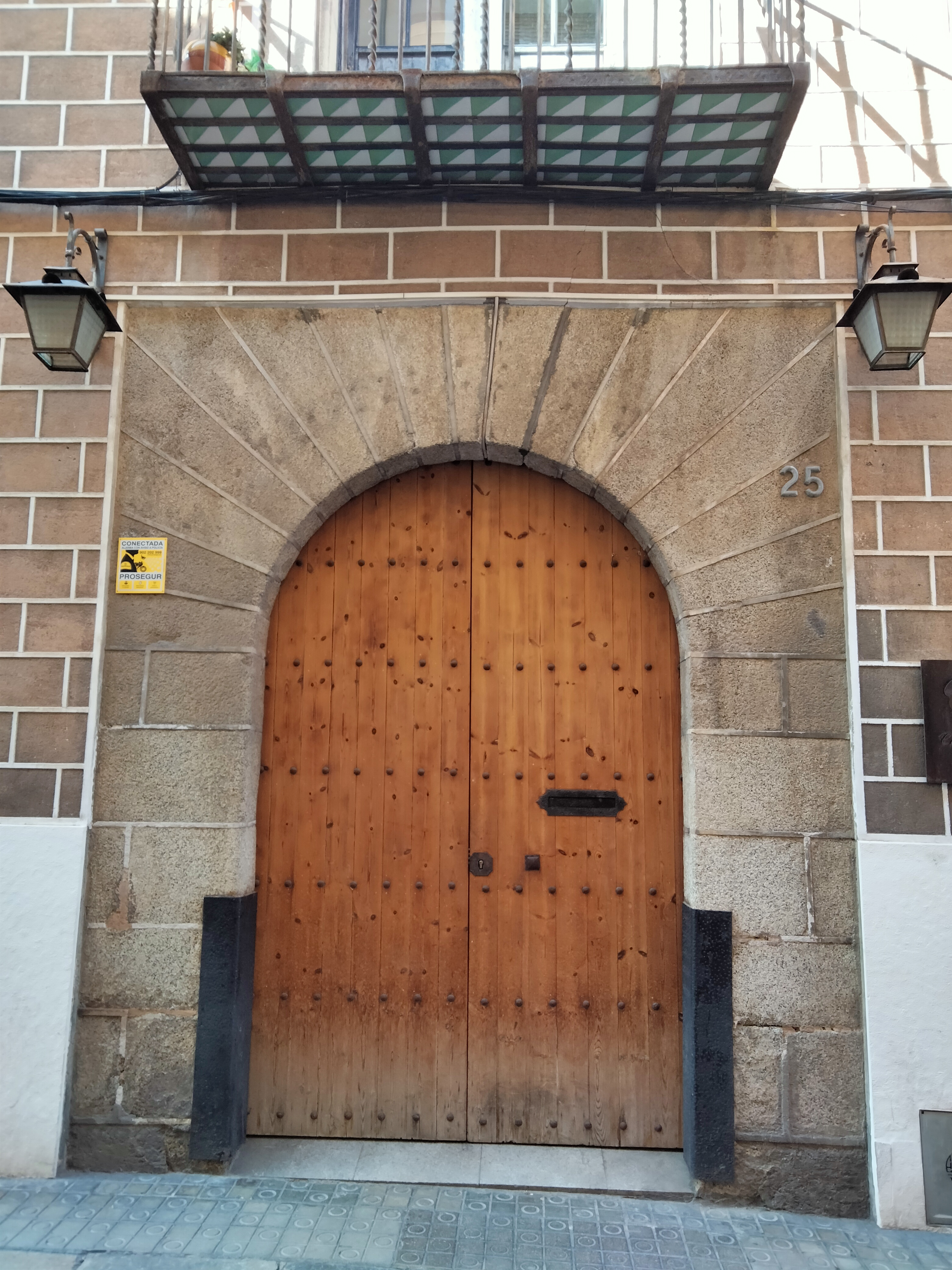
Portal dret, d'arc de mig punt

La façana presenta un esgrafiat imitant carreus.

## Història
El casal va ser edificat al segle xvii per la família Partella i habitat durant molt de temps per la família Sentromà, successors d'aquella. A finals del segle xix va convertir-se en seu d'entitats recreatives que edificaren una sala-teatre a l'antic pati. Reformat recentment, hostatja les seccions cultural i recreativa de l'Aliança Mataronina.